# Takako Chigusa
Takako Chigusa (千草贵子 Chigusa Takako) is een fictief persoon uit Battle Royale. Ze wordt in de film gespeeld door actrice Chiaki Kuriyama.

## Voor Battle Royale
Takako zat in de derde klas van de fictieve middelbare school Shiroiwa Junior High. Ze was op school een atleet. Ze behaalde het schoolrecord op de 200 meter baan. Takako werd door haar klasgenoten beschreven als het mooiste meisje van de klas, voor Mitsuko Souma. In het boek heeft Takako oranje strijken door haar haar. Dit wordt ook gezegd in de manga. Er wordt niet vermeld welke kleur dat is. In de film komen deze strijken niet terug. Takako had overigens lange nagels, tot de ergernis van haar coach, meneer Tada.
Takako kwam op school weg met haar aparte stijl zonder kritiek, vooral omdat ze erg atletisch was en goede cijfers haalde. Ze was erg ijdel en had een twee jaar jongere zus, Ayako.
Takako's beste vriendin was Kahoru Kitazawa, een meisje uit een andere klas. Ook was ze al sinds de basisschool goed bevriend met Hiroki Sugimura. Hiroki was de enige klasgenoot die ze vertrouwde. Ondanks het feit dat ze zich er mateloos aan ergerde dat Hiroki erg onzeker was, was ze stiekem verliefd op hem. Echter, dit realiseerde ze zich niet meteen, ook al was ze verliefd op een oudere man, wiens naam niet genoemd wordt. Toen er in de klas geruchten rond gingen dat ze verkering zou hebben met Kazushi Niida, ontkende ze dit met heel haar hart. Ze haatte hem omdat hij altijd de schuld op andere mensen aflegde. Ook werd ze kwaad wanneer Kazushi de geruchten niet ontkende.
Takako werd door haar klasgenoten altijd gezien als een arrogante dame, vooral omdat ze een afstandelijke en kille houding had. De studenten noemden haar altijd een "robo-bitch". Tijdens het programma verwijst Kazushi haar constant naar dat woord.

## Battle Royale

### Boek & Manga
Wanneer het programma begint, krijgt ze in het boek en in de manga bezoek van Kazushi. Hij dwingt haar met hem samen te werken. Als ze dit niet doet, zegt hij haar te vermoorden. Wanneer Takako hem uitlacht, dreigt hij haar te verkrachten. De twee belanden in een gevecht, waarbij Takako gewond raakt aan haar been wanneer Kazushi haar neerschiet met een kruisboog. In de manga slaat Kazushi haar ook meerdere keren in haar gezicht, geeft haar een knie in haar buik en steekt hij haar neer in de schouder.
In het boek steekt Takako zijn oog eruit en begint ze op zijn testikels te staan. Ze vermoordt hem uiteindelijk wanneer ze haar ijspriem, haar wapen, in zijn mond steekt. In de manga steekt ze ook zijn oog eruit en stompt ze op een van zijn testikels, waarbij er een breekt. Ze laat hem struikelen en spietst hem door de mond met een pijl.
In het boek merkt ze Mitsuko Souma op nadat ze Niida heeft vermoord. In het boek en in de manga praten ze kort voordat Takako probeert weg te rennen. Mitsuko schiet haar drie keer in haar rug. Ze denkt dat Takako is overleden en vertrekt.
In de manga schopt Takako een overleden Kazushi weg en denkt aan Hiroki, voordat Mitsuko haar van achteren verrast en haar in haar rug schiet. Takako krijgt een glimp van Mitsuko, die wegloopt.
Takako blijft nog een half uur zwaargewond liggen voordat Hiroki haar vindt. Ze waarschuwt hem voor Mitsuko en zegt dat ze van hem houdt, voordat ze sterft. Hiroki vertelt echter dat hij op iemand anders verliefd is. Wanneer Takako in haarzelf afscheid neemt van haar familie en van Hiroki, sterft ze in zijn armen.

### Film
In de film ziet de kijker Takako voor het eerst wanneer ze toestemming vraagt aan Kitano om naar het toilet te gaan. Kitano weigert dit echter. Vervolgens krijgt ze een geïrriteerde blik op haar gezicht. Wanneer Fumiyo Fujiyoshi overlijdt tijdens de instructies, reageert ze doodsbang.
Tijdens dag één traint ze in een gele trainingspak en probeert Hiroki haar bij te houden op een fiets. Wanneer ze merkt dat hij verdwenen is, rust ze uit bij een heiligdom, waar ze tegelijkertijd hoopt dat hij terugkomt. Echter, ze wordt verrast door Kazushi, die een kruisboog in zijn hand heeft. Hij valt haar lastig en vraagt of Takako nog een maagd is. Ze wordt razend en probeert hem aan te vallen. Kazushi schrikt en schiet op haar met een kruisboog. Ze krijgt een snee op haar gezicht en dit maakt haar nog razender. Hij vertelt dat het haar schuld was, omdat ze hem liet schrikken. Vervolgens vertelt ze dat ze hem altijd al heeft gehaat omdat hij altijd de schuld op andere mensen afschuift. Ze pakt haar knipmes en vertelt dat hij eraan gaat. Kazushi wil ontsnappen, maar de atletische Takako overmeestert hem al gauw en steekt meerdere keren op hem in, waardoor hij sterft.
Mitsuko staat in de struiken vlak achter haar. Takako merkt haar op en rent weg. Mitsuko achtervolgt haar echter en schiet haar vier keer in de rug. Takako blijft weg rennen, maar valt na een tijdje. Mitsuko gelooft dat ze dood is en vertrekt.
Een tijd later komt Hiroki haar tegen. Takako vertelt dat ze verliefd op hem is. Hij geeft echter toe dat hij gevoelens heeft voor iemand anders. Hij vertelt wel dat hij Takako het geweldigste en stoerste meisje vindt die hij ooit heeft ontmoet. Takako is tevreden en sterft in zijn armen.